# Arrigo Minerbi
Arrigo Minerbi (* 10. Februar 1881 in Ferrara; †  9. Mai 1960 in Padua) war ein italienischer Bildhauer

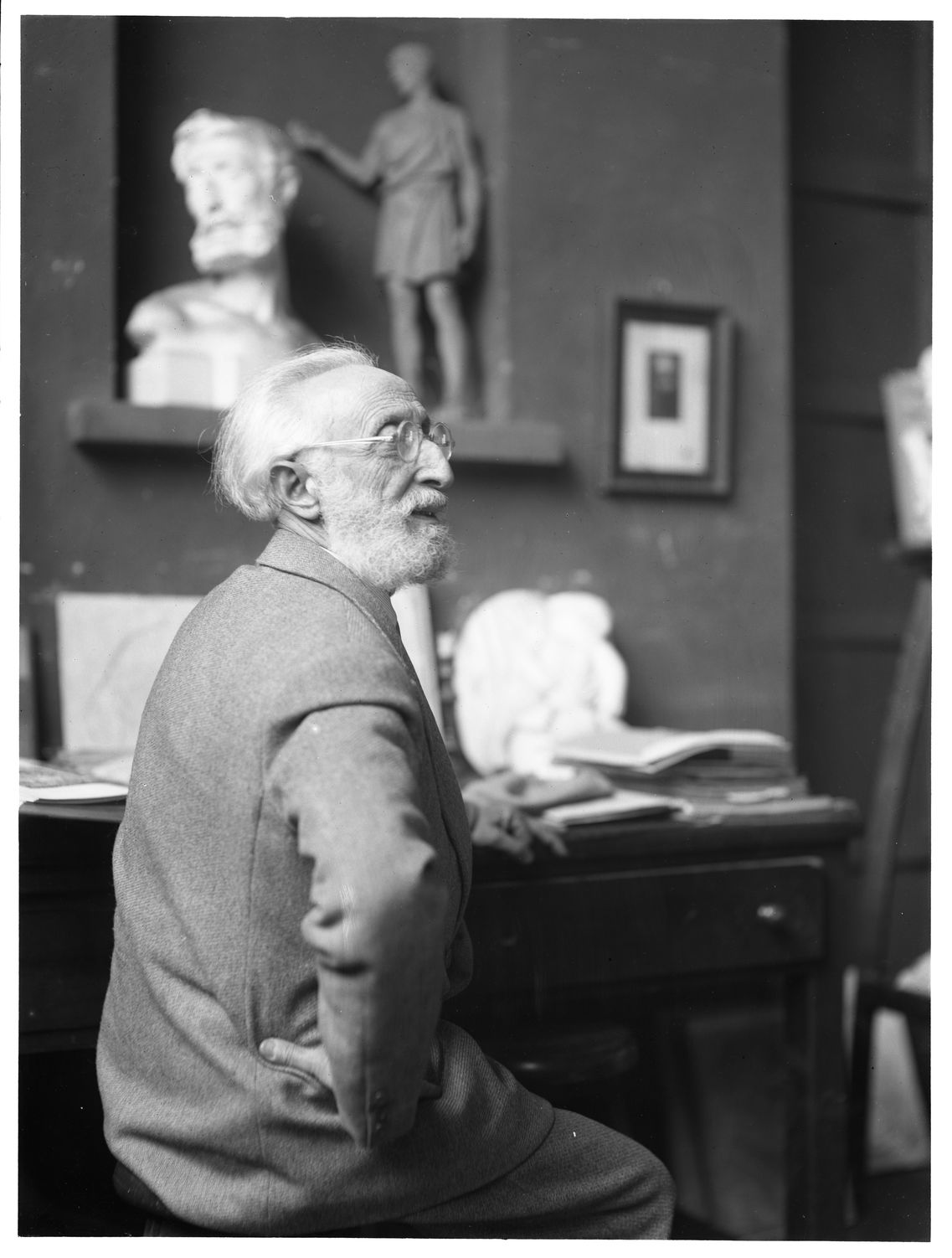
Arrigo Minerbi in seinem Atelier, Porträt von Emilio Sommariva

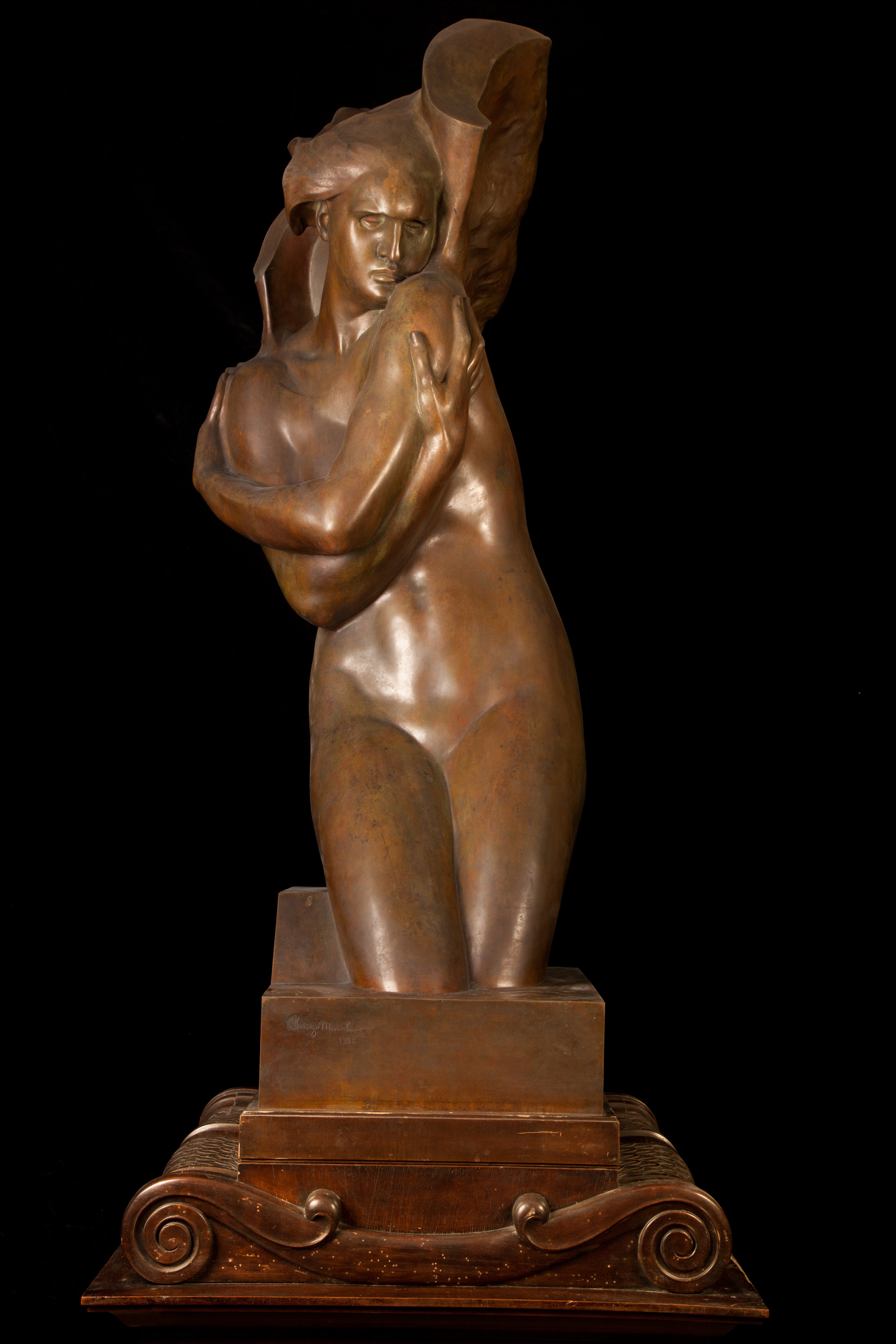
Arrigo Minerbi
La Vittoria del Piave, 1921
Museo nazionale della scienza e della tecnologia Leonardo da Vinci, Mailand

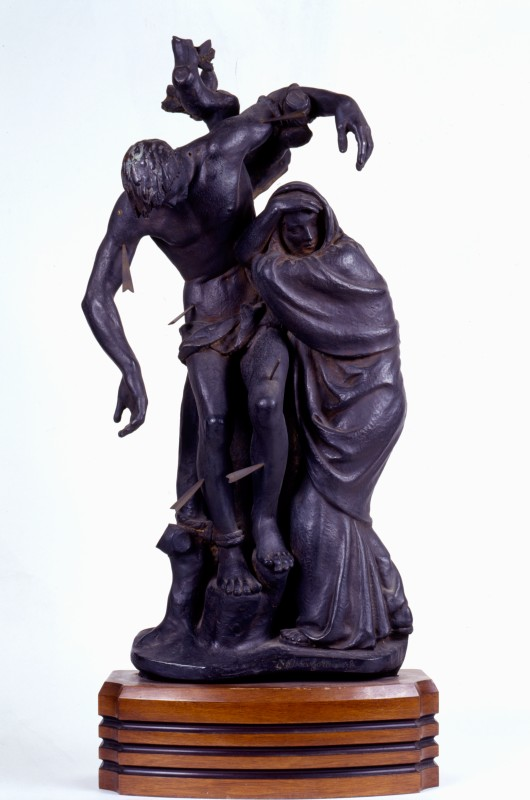
Hl. Sebastian, um 1955 (Fondazione Cariplo)

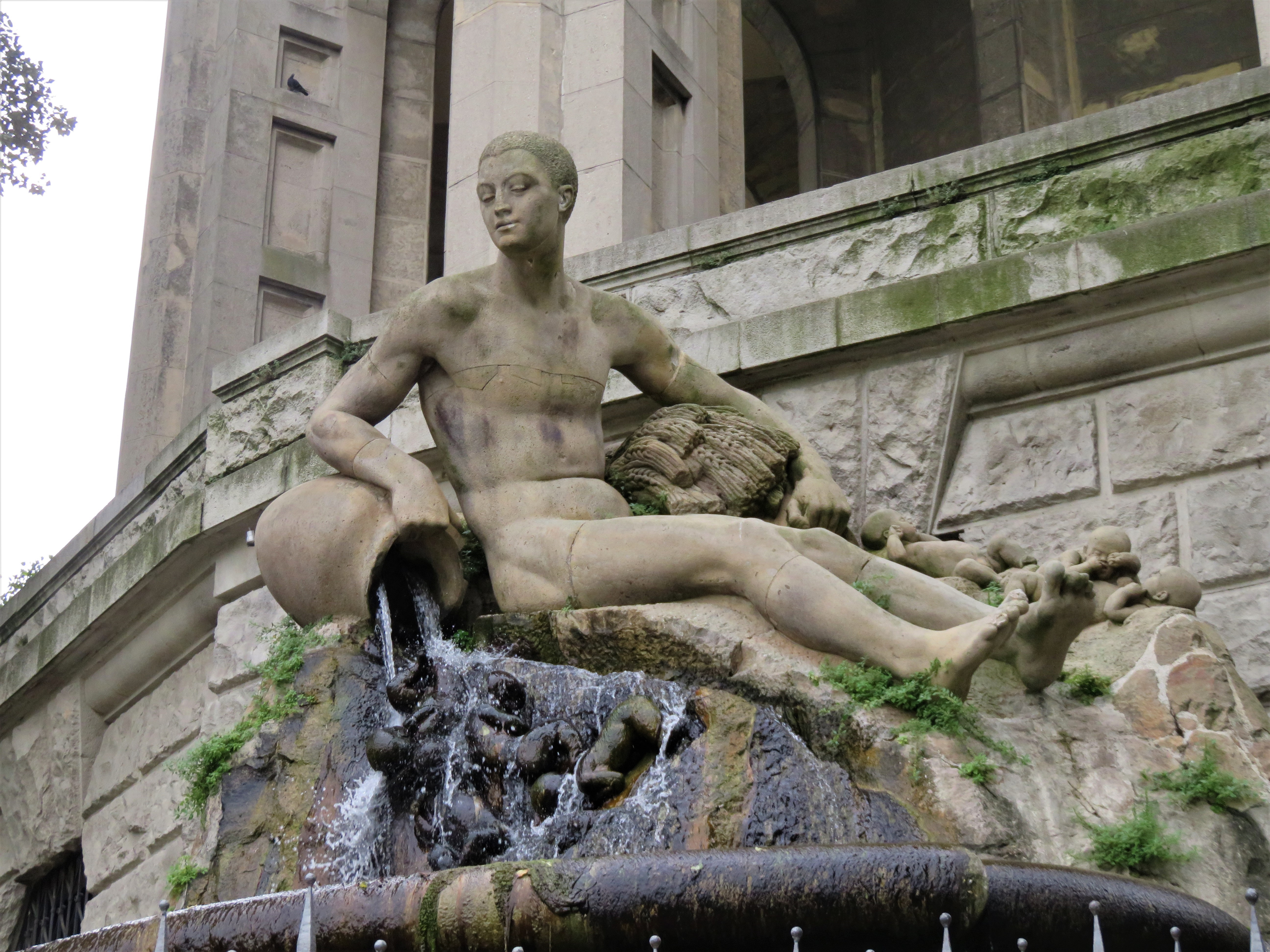
Der Po und seine Nebenflüsse (1932). Brunnen in Stahlbeton für den Aquädukt von Ferrara auf der Piazza XXIV Maggio.

## Leben
Arrigo Minerbi wurde in einer jüdischen Familie geboren. Er besuchte unter der Leitung des Bildhauers Luigi Legnani die Kunstgewerbeschule Dosso Dossi in Ferrara. Er arbeitete als Keramiker, Dekorateur, Gießer und Stuckateur in Ferrara, Florenz (wo er sich an der Accademia di Belle Arti weiterbildete) und Genua (aus dieser Zeit sind ein riesiger Neptun aus Eisen und Zement von 1910 in Monterosso al Mare und einige Brunnen in Genua zu erwähnen). Im gleichen Zeitraum schuf er die Stuckdekorationen für die neue Bar „Parisina“ in Ferrara, welche der Architekt Augusto Grossi entworfen hatte. Im Alter von 35 Jahren zog er nach Mailand, wo er sich 1919 mit einer Personalausstellung in der Galleria Pesaro den Kunstkritikern und dem Publikum vorstellte.
Danach setzte sich sein Erfolg 1920 auf der Regionalausstellung in Ferrara und 1921 erneut in Mailand fort. 1922 stellt Minerbi auf der Primaverile Fiorentina aus und später als Gast auf der Biennale von Venedig. Dort präsentierte er das Letzte Abendmahl (oder Cenacolo), eine lebensgroße Silbergruppe, die sich seit 1950 dank eines Vermächtnisses im Dom von Oslo befindet.
Um die zahlreichen Aufträge ausführen zu können, musste Minerbi verschiedene Bildhauer um ihre Mitarbeit bitten, wobei er vor allem Bildhauer aus Ferrara bevorzugte, darunter Marco Bisi (Sohn der Künstlerin Adriana Bisi Fabbri), Giuseppe Virgili und Gino Colognesi. Nach dem Zweiten Weltkrieg arbeitete er mit dem Bildhauer Piero Brolis aus Bergamo zusammen.
Am 14. Juni 1925 wurde La Madre, ein Denkmal für die Gefallenen des Ersten Weltkriegs, im Parco delle Rimembranze in Bondeno enthüllt. Dafür wurde Minerbi später die Ehrenbürgerschaft der Gemeinde verliehen. Nach der Verabschiedung der Rassengesetze im Jahr 1938 wurde ihm diese Ehre aberkannt und erst 2004 wieder zuerkannt.
Er war der Lieblingskünstler von Gabriele D’Annunzio, mit dem er befreundet war und für den er 1938 die Totenmaske aus Marmor schuf. Für ihn schuf er auch das Porträt seiner Mutter Luisa (sowie das Grabmal in der Kathedrale San Cetteo in Pescara) und die Büste von Eleonora Duse, die beide im Vittoriale degli Italiani in Gardone Riviera ausgestellt sind. Im Vittoriale befindet sich auch ein Bronzeguss der Vittoria del Piave, die D’Annunzio 1935 von der Stadt Mailand geschenkt wurde. Von diesem Werk sind weitere frühere Kopien bekannt, eine aus dem Jahr 1923, die für das Kriegerdenkmal in Cuggiono (Mailand) bestimmt war, und eine weitere aus dem Jahr 1928 für den Torre della Vittoria in Ferrara.
1937 erhielt er von Erzbischof Schuster von Mailand den Auftrag, die erste (linke) der fünf Bronzetüren des Mailänder Doms zu schaffen (Thema: „Das Edikt Konstantins“). Die Tür wurde erst 1948 fertiggestellt, da sich der Bildhauer vor den Folgen der antisemitischen Gesetze in Gavazzana in der Provinz Alessandria im Elternhaus von Don Carlo Sterpi (heute Museum) und in Rom im Kollegium Orione San Filippo Neri verstecken musste.
Nach dem Zweiten Weltkrieg arbeitete Minerbi vor allem für katholische Kirchen und Friedhöfe (in Mailand, Rom, Rapallo, Piacenza, Padua, Copparo). Er ließ sich im April 1958 in Mailand in der Kirche S. Alessandro taufen, wahrscheinlich auf Drängen seiner Frau Malvina Benini, einer gläubigen Katholikin, die er 1905 in Ferrara geheiratet hatte.
Er starb am 9. Mai 1960 nach einer Operation in einer Klinik in Padua. Im Jahr 2023 wurde dem Künstler eine retrospektive Ausstellung im Castello Estense in Ferrara gewidmet.

## Werke (Auswahl)
- Neptunstatue oder der Riese (1910 in Monterosso al Mare)
- Denkmal Bolaffio Pincherle (1913, in der Certosa di Bologna)
- Selbstbildnis (1914, Bronze, Galleria dell'Autoritratto in Florenz; Marmor, Galleria d'Arte Moderna in Ferrara)
- Der Soldat (Büste von Cesare Battisti, 1917, Fondazione Museo Storico del Trentino in Trient)
- Der Apostel (Büste von Cesare Battisti, 1917, Fondazione Museo Storico del Trentino in Trient)
- Der Märtyrer (Büste von Cesare Battisti, 1917, Fondazione Museo Storico del Trentino in Trient)
- La Vittoria del Piave (vier Exemplare aus Bronze: Monumento ai Caduti in Cuggiono; Torre della Vittoria in Ferrara; Vittoriale degli italiani in Gardone Riviera; Bronzeguss von Guido Ucelli und Marmorversion von Guido Rossi, beide im Museo nazionale della scienza e della tecnologia Leonardo da Vinci in Mailand)
- Verkündigung, Marmor (1920, Dom von Portogruaro)
- Denkmal für die im Krieg gefallenen italienischen Ärzte (1924, Chiostro della Sanità Militare in Florenz)
- Die Mutter, Denkmal für die Gefallenen (1925, Bondeno)
- Denkmal für Renato Del Mar, der 1916 im Alter von 22 Jahren im Krieg gefallen ist (1926, Cimitero Monumentale Mailand, Riparto Israelitico, Campo 4 Giardino 29-30-31)
- Frühlingsmorgen (1919, Galleria d’Arte Moderna in Rom)
- Hl. Franziskus predigt den Vögeln (1925–1927, Cusini-Grab, Cimitero Monumentale in Mailand)
- Das Letzte Abendmahl (1930, Silbergruppe, Kathedrale von Oslo)
- Luisa (1937, Büste der Mutter von Gabriele D’Annunzio, Vittoriale degli Italiani in Gardone Riviera)
- Eleonora Duse (Büste, Vittoriale degli Italiani in Gardone Riviers)
- Allegorie des Po und seiner Nebenflüsse (1932, Acquedotto di Ferrara)
- Madonna, Marmorbüste (1936, Ro Ferrarese, Fondazione Cavallini-Sgarbi)[8]
- Sarkophag von Luisa D’Annunzio (1939, Cattedrale di San Cetteo in Pescara)
- Mariä Himmelfahrt (1940, Santa Maria delle Grazie, Mailand)
- Die Tür des Dekrets von Konstantin  (1948, Dom von Mailand)
- Prozessionsbüste des Hl. Cetteo (1951, Kathedrale von Pescara), in den 1980er Jahren gestohlen und durch eine Kopie ersetzt
- Der sterbende Don Orione (1941, Mailand, Piccolo Cottolengo)
- Madonna, Himmelskönigin (1953, Vier Exemplare in Bronze: befinden sich in Copparo; Mailand und Terracina, letztere wurde später nach Argentinien, die vierte wurde von Minerbi Papst Pius XII. anlässlich einer Audienz in Castel Gandolfo geschenkt)[9]
- Madonna Salus Populi Romani (in Zusammenarbeit mit Piero Brolis, 1953, Rom – Monte Mario)
- Kopie des vorhergehenden Werks  (1954, East Boston – Don Orione Schrein).
- Basrelief der Kanzel (1956) und Schlafende Madonna (1958) (Santa Maria di Lourdes, Mailand[10])